# (16364) 1979 MA5
A (16364) 1979 MA5 a Naprendszer kisbolygóövében található aszteroida. Eleanor F. Helin és Schelte J. Bus fedezte fel 1979. június 25-én.